# Harrison (Arkansas)
Harrison é uma cidade localizada no estado americano de Arkansas, no Condado de Boone.
A comunidade local é conhecida por sua história de racismo e por ser a principal sede do Ku Klux Klan: dois distúrbios raciais no início do século XX e um influxo de organizações supremacistas brancas durante o final do século XX e início do século XXI. Por causa disso, várias fontes a chamaram de a cidade mais racista do país.

## Demografia
Segundo o censo americano de 2020, a sua população era de 13.468 habitantes.
Em 2010, foi estimada uma população de 13.002, um aumento de 466 (3,47%). Os brancos representam cerca de 93,0% da população da cidade, os nativos americanos cerca de 2,1%, os multirraciais são 4,2%, os pretos 0,4% e os ásio americanos somam 0,3%. Hispânicos ou Latinos representam 3,7% da população.

## Geografia
De acordo com o United States Census Bureau, a localidade tem uma área de 26,5 km², sem área coberta por água. Harrison localiza-se a aproximadamente 323 m acima do nível do mar.

## Localidades na vizinhança
O diagrama seguinte representa as localidades num raio de 24 km ao redor de Harrison.